# João Miranda de Souza Filho
João Miranda de Souza Filho (Paranavaí, 7 september 1984) - alias Miranda - is een Braziliaans voormalige profvoetballer die doorgaans als verdediger speelt. Hij verruilde Jiangsu Suning in maart 2021 transfervrij voor São Paulo. Eerder kwam hij uit voor Coritiba, FC Sochaux, São Paulo, Atletico Madrid en Internazionale. Miranda debuteerde in april 2009 in het Braziliaans voetbalelftal.

## Clubstatistieken
| Seizoen | Club            | Competitie       | Duels | Doelp. |
| ------- | --------------- | ---------------- | ----- | ------ |
| 2004    | Coritiba        | Série A          | 40    | 2      |
| 2005    | Coritiba        | Série A          | 9     | 0      |
| 2005/06 | FC Sochaux      | Ligue 1          | 20    | 0      |
| 2006    | São Paulo       | Série A          | 14    | 1      |
| 2007    | São Paulo       | Série A          | 35    | 2      |
| 2008    | São Paulo       | Série A          | 24    | 0      |
| 2009    | São Paulo       | Série A          | 28    | 0      |
| 2010    | São Paulo       | Série A          | 27    | 1      |
| 2011/12 | Atlético Madrid | Primera División | 27    | 1      |
| 2012/13 | Atlético Madrid | Primera División | 35    | 2      |
| 2013/14 | Atlético Madrid | Primera División | 32    | 2      |
| 2014/15 | Atlético Madrid | Primera División | 23    | 3      |
| 2015/16 | Internazionale  | Serie A          | 32    | 1      |
| 2016/17 | Internazionale  | Serie A          | 32    | 0      |
| 2017/18 | Internazionale  | Serie A          | 31    | 0      |
| 2018/19 | Internazionale  | Serie A          | 14    | 0      |
| 2019    | Jiangsu Suning  | Super League     | 9     | 1      |
| 2020    | Jiangsu Suning  | Super League     | 19    | 1      |
| 2021    | São Paulo       | Série A          | 0     | 0      |

## Interlandcarrière
Miranda kreeg op 20 augustus 2007 zijn eerste uitnodiging voor het Braziliaans voetbalelftal. Dit was voor een oefeninterland tegen Algerije. Tot een debuut kwam het die wedstrijd niet. Hij maakte op 1 april 2009 alsnog zijn debuut voor het nationale elftal van Brazilië. Tegenstander was toen Peru, in een kwalificatiewedstrijd voor het WK 2010. Hierna volgde een selectie voor de Confederations Cup 2009 door toenmalig bondscoach Dunga. Miranda speelde dit toernooi een wedstrijd tegen de Verenigde Staten en won met Brazilië het toernooi. Tien jaar later won hij met zijn landgenoten de Copa América 2019. Hij was ook tijdens dit toernooi één duel actief. Miranda  maakte ook deel uit van de Braziliaanse selecties op de Copa América 2015, Copa América Centenario en het WK 2018.

## Erelijst
| Competitie                |           |                  |           |           |
| Competitie                | Aantal    | Jaren            |           |           |
| São Paulo                 | São Paulo | São Paulo        | São Paulo | São Paulo |
| ------------------------- | --------- | ---------------- | --------- | --------- |
| Kampioen Série A          | 3x        | 2006, 2007, 2008 |           |           |
| Atlético Madrid           |           |                  |           |           |
| UEFA Europa League        | 1x        | 2011/12          |           |           |
| UEFA Super Cup            | 1x        | 2012             |           |           |
| Kampioen Primera División | 1x        | 2013/14          |           |           |
| Copa del Rey              | 1x        | 2012/13          |           |           |
| Supercopa                 | 1x        | 2014             |           |           |

| Competitie         | Winnaar  | Winnaar  | Runner-up | Runner-up | Derde    | Derde    |
| Competitie         | Aantal   | Jaren    | Aantal    | Jaren     | Aantal   | Jaren    |
| Brazilië           | Brazilië | Brazilië | Brazilië  | Brazilië  | Brazilië | Brazilië |
| ------------------ | -------- | -------- | --------- | --------- | -------- | -------- |
| Confederations Cup | 1x       | 2009     |           |           |          |          |
| Copa América       | 1x       | 2019     |           |           |          |          |